# NGC 1684
NGC 1684 é uma galáxia elíptica (E) localizada na direcção da constelação de Orion. Possui uma declinação de -03° 06' 20" e uma ascensão recta de 4 horas, 52 minutos e 31,1 segundos.
A galáxia NGC 1684 foi descoberta em 1 de Fevereiro de 1786 por William Herschel.